# Benbam
Benbam (en malayo: Benbam) es una localidad de Malasia, en el estado de Malaca.
Se encuentra a 17 m sobre el nivel del mar. 

## Demografía
Según estimación 2010 contaba con 15113 habitantes.